# ماهر: المطر الأسود في بومي
ماهر: المطر الأسود في بومي (بالإنجليزية: Maher: Black Rain in Bomi)‏ هو فيلم وثائقي ليبيري صدر عام 2016 ويستندُ إلى شهادات الناجين من مذبحةٍ وقعت عام 2002 في مقاطعة بومي. الفيلمُ من إخراج صحفي الفيديو ديريك سنايدر وعُرض لأول مرةٍ في مهرجان محاربة وصمة العار من خلال الفيلم (بالإنجليزية: Fighting Stigma Through Film)‏ الذي أُقيم في العاصمة الإنجليزيّة لندن عام 2018.

## خلفيّة
وقعت مذبحة ماهر (بالإنجليزية: Maher massacre)‏ وهي إحدى آخر مذابح الحرب الأهلية الليبيرية الثانية في توبمانبورغ في الثامن عشر من تمّوز/يوليو 2002. وفقًا لتحقيقٍ أجرته لجنة العدالة والسلام الكاثوليكية (بالإنجليزية: Catholic Justice and Peace Commission)‏ عام 2004، فقد قتل رجال الميليشيات الموالية للحكومة تحت قيادة بنيامين ييتين ورولاند ديو حوالي 150 شخصًا على جسرٍ فوق نهر ماهر على بُعد حوالي 60 كيلومترًا من مونروفيا.
سمعَ المخرج سنايدر – الحائز على جائزة محمد أمين إفريقيا للإعلام عام 2014 عن فيلم وثائقي عن الإيبولا – لأول مرةٍ عن مذبحة ماهر في عام 2007، فقام بتمويلِ بنفسه عبر الاعتماد على أموال جائزة محمد أمين لتصوير فيلمٍ عن هذه المذبحة، وهو الفيلم الذي حصلَ على جائزة تقدير عام 2017 من إندي فيست (بالإنجليزية: Indie Fest)‏.